# Arrondissement Belley
Das Arrondissement Belley ist eine Verwaltungseinheit des französischen Départements Ain in der Region Auvergne-Rhône-Alpes. Hauptort (Unterpräfektur) ist Belley.
Es besteht aus 5 Kantonen (Wahlkreisen) und 103 Gemeinden.

## Kantone (Wahlkreise)
Die Kantone des Arrondissements sind:
- Ambérieu-en-Bugey
- Belley
- Plateau d’Hauteville (mit 19 von 26 Gemeinden)
- Lagnieu
- Meximieux (mit 8 von 15 Gemeinden)

## Gemeinden
Die Gemeinden des Arrondissements Belley sind:
| 1. L’Abergement-de-Varey (01002)   | 2. Ambérieu-en-Bugey (01004)      | 3. Ambléon (01006)                    | 4. Ambronay (01007)                     |
| 5. Ambutrix (01008)                | 6. Andert-et-Condon (01009)       | 7. Anglefort (01010)                  | 8. Aranc (01012)                        |
| 9. Arandas (01013)                 | 10. Arboys en Bugey (01015)       | 11. Argis (01017)                     | 12. Armix (01019)                       |
| 13. Artemare (01022)               | 14. Arvière-en-Valromey (01453)   | 15. Belley (01034)                    | 16. Bénonces (01037)                    |
| 17. Bettant (01041)                | 18. Blyes (01047)                 | 19. Bourg-Saint-Christophe (01054)    | 20. Brégnier-Cordon (01058)             |
| 21. Brens (01061)                  | 22. Briord (01064)                | 23. La Burbanche (01066)              | 24. Ceyzérieu (01073)                   |
| 25. Chaley (01076)                 | 26. Champagne-en-Valromey (01079) | 27. Champdor-Corcelles (01080)        | 28. Charnoz-sur-Ain (01088)             |
| 29. Château-Gaillard (01089)       | 30. Chazey-Bons (01098)           | 31. Chazey-sur-Ain (01099)            | 32. Cheignieu-la-Balme (01100)          |
| 33. Cleyzieu (01107)               | 34. Colomieu (01110)              | 35. Conand (01111)                    | 36. Contrevoz (01116)                   |
| 37. Conzieu (01117)                | 38. Corbonod (01118)              | 39. Corlier (01121)                   | 40. Cressin-Rochefort (01133)           |
| 41. Culoz-Béon (01138)             | 42. Cuzieu (01141)                | 43. Douvres (01149)                   | 44. Évosges (01155)                     |
| 45. Faramans (01156)               | 46. Flaxieu (01162)               | 47. Groslée-Saint-Benoit (01338)      | 48. Haut Valromey (01187)               |
| 49. Innimond (01190)               | 50. Izieu (01193)                 | 51. Joyeux (01198)                    | 52. Lagnieu (01202)                     |
| 53. Lavours (01208)                | 54. Leyment (01213)               | 55. Lhuis (01216)                     | 56. Lompnas (01219)                     |
| 57. Loyettes (01224)               | 58. Magnieu (01227)               | 59. Marchamp (01233)                  | 60. Marignieu (01234)                   |
| 61. Massignieu-de-Rives (01239)    | 62. Meximieux (01244)             | 63. Montagnieu (01255)                | 64. Le Montellier (01260)               |
| 65. Murs-et-Gélignieux (01268)     | 66. Nivollet-Montgriffon (01277)  | 67. Oncieu (01279)                    | 68. Ordonnaz (01280)                    |
| 69. Parves et Nattages (01286)     | 70. Pérouges (01290)              | 71. Peyrieu (01294)                   | 72. Plateau d’Hauteville (01185)        |
| 73. Pollieu (01302)                | 74. Prémeyzel (01310)             | 75. Prémillieu (01311)                | 76. Rignieux-le-Franc (01325)           |
| 77. Rossillon (01329)              | 78. Saint-Denis-en-Bugey (01345)  | 79. Saint-Éloi (01349)                | 80. Saint-Germain-les-Paroisses (01358) |
| 81. Saint-Jean-de-Niost (01361)    | 82. Saint-Martin-de-Bavel (01372) | 83. Saint-Maurice-de-Gourdans (01378) | 84. Saint-Maurice-de-Rémens (01379)     |
| 85. Saint-Rambert-en-Bugey (01384) | 86. Saint-Sorlin-en-Bugey (01386) | 87. Saint-Vulbas (01390)              | 88. Sainte-Julie (01366)                |
| 89. Sault-Brénaz (01396)           | 90. Seillonnaz (01400)            | 91. Serrières-de-Briord (01403)       | 92. Seyssel (01407)                     |
| 93. Souclin (01411)                | 94. Talissieu (01415)             | 95. Tenay (01416)                     | 96. Torcieu (01421)                     |
| 97. Valromey-sur-Séran (01036)     | 98. Vaux-en-Bugey (01431)         | 99. Villebois (01444)                 | 100. Villieu-Loyes-Mollon (01450)       |
| 101. Virieu-le-Grand (01452)       | 102. Virignin (01454)             | 103. Vongnes (01456)                  |                                         |

## Neuordnung der Arrondissements 2017

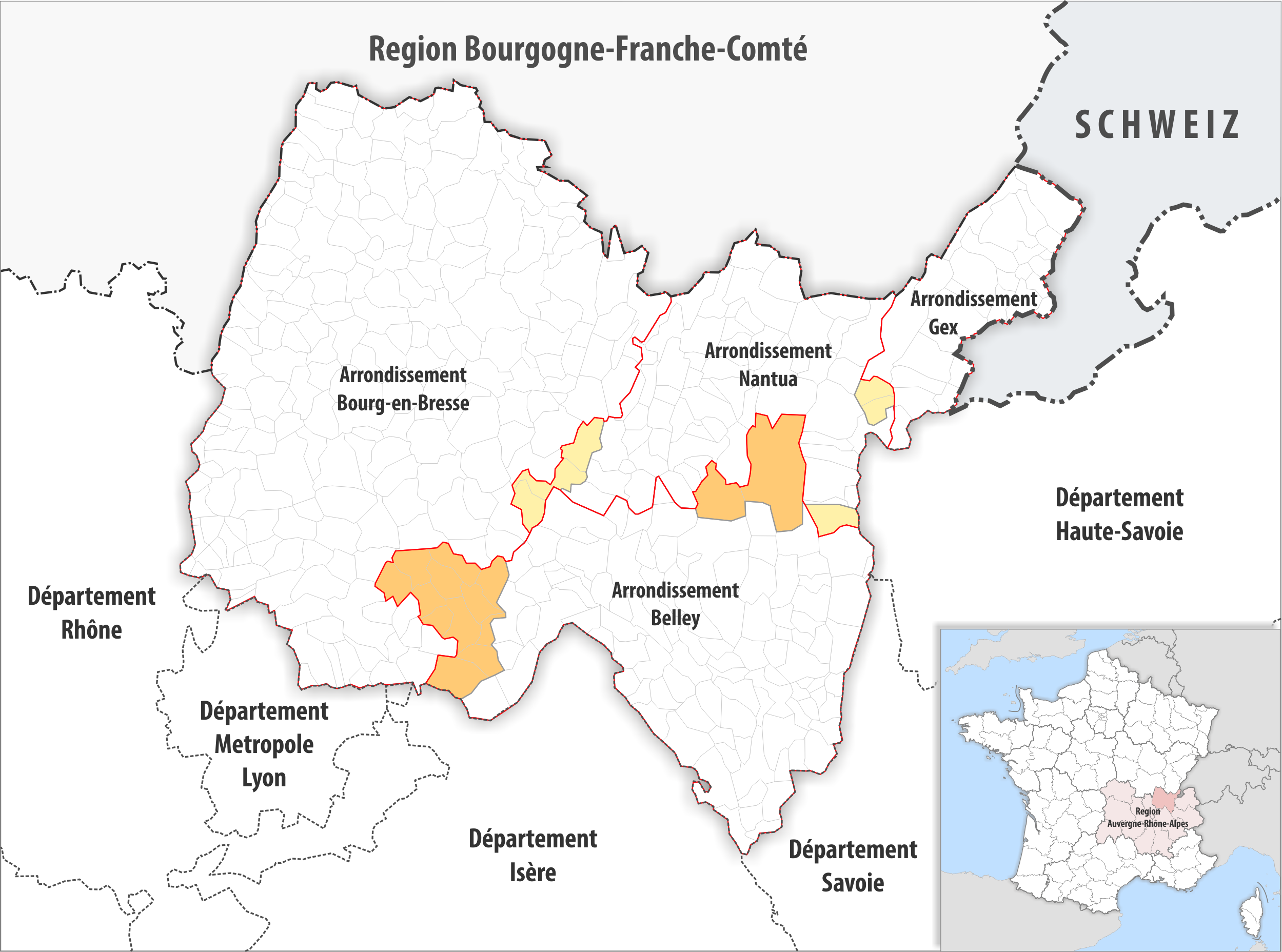
Arrondissementsanpassungen im Jahr 2017

Durch die Neuordnung der Arrondissements im Jahr 2017 wurden die 12 Gemeinden Bourg-Saint-Christophe, Charnoz-sur-Ain, Faramans, Joyeux, Meximieux, Le Montellier, Pérouges, Rignieux-le-Franc, Saint-Éloi, Saint-Jean-de-Niost, Saint-Maurice-de-Gourdans und Villieu-Loyes-Mollon aus dem Arrondissement Bourg-en-Bresse sowie die 2 Gemeinden Champdor-Corcelles und Haut Valromey aus dem Arrondissement Nantua dem Arrondissement Belley zugewiesen. Die Gemeinde Chanay wechselte vom Arrondissement Belley zum Arrondissement Nantua.

## Ehemalige Gemeinden seit der landesweiten Neuordnung der Kantone
- Bis 2024: Ruffieu
- Bis 2022: Béon, Culoz
- Bis 2018: Magnieu, Saint-Champ, Cormaranche-en-Bugey, Hauteville-Lompnes, Hostiaz, Thézillieu, Belmont-Luthézieu, Lompnieu, Sutrieu, Vieu, Brénaz, Chavornay, Lochieu, Virieu-le-Petit
- Bis 2016: Pugieu
- Bis 2015: Arbignieu, Groslée, Nattages, Parves, Saint-Benoît, Saint-Bois, Songieu

Koordinaten: 45° 45′ N, 5° 42′ O